# Tortella limbata
Tortella limbata là một loài Rêu trong họ Pottiaceae. Loài này được (Schiffner) Geh. & Herzog miêu tả khoa học đầu tiên năm 1910.